# Coupe d'Afrique des nations de football 2010
Navigation
Ghana 2008 Gabon-Guinée équatoriale 2012
La Coupe d'Afrique des nations de football 2010 est la 27e édition de la Coupe d'Afrique des nations de football qui se tient tous les deux ans en début d'année, organisée par la Confédération africaine de football (CAF).
Cette édition, organisée en Angola entre le 10 janvier et le 31 janvier 2010, est disputée par quinze nations au lieu des seize prévues à l'origine, à la suite du retrait des Éperviers togolais, victimes d'une attaque terroriste quelques jours avant le début de la compétition. Toutes les équipes, à l'exception de l'Angola, pays organisateur, ont dû disputer des qualifications pour prendre part à la phase finale.
Cette 27e CAN est remportée par l'Égypte, son troisième titre continental d'affilée, face au Ghana en finale 1 but à 0. Le Nigeria obtient la troisième place en battant l'Algérie sur le même score lors de la petite finale.

## Organisation

### Désignation du pays hôte
| \| Luanda Benguela Cabinda Lubango \| Sites de la Coupe d'Afrique des nations 2010 |
| Luanda Benguela Cabinda Lubango                                                    |

L'Angola a été choisi le 4 septembre 2006 pour organiser la CAN 2010 par le comité exécutif de la CAF, sa candidature a été préférée à celles de la Guinée équatoriale et du Gabon (candidature conjointe) et de la Libye.
C'est la première fois que l'Angola accueille la Coupe d'Afrique des nations de football.

### Stades
| Nom                  | Ville    | Capacité |
| -------------------- | -------- | -------- |
| Stade du 11 novembre | Luanda   | 50 000   |
| Stade de Ombaka      | Benguela | 35 000   |
| Stade de Chiazi      | Cabinda  | 25 000   |
| Stade de Tundavala   | Lubango  | 25 000   |

## Qualifications
Comme en 2006 les qualifications pour la CAN 2010 sont les mêmes que pour la Coupe du monde de football 2010

### Format

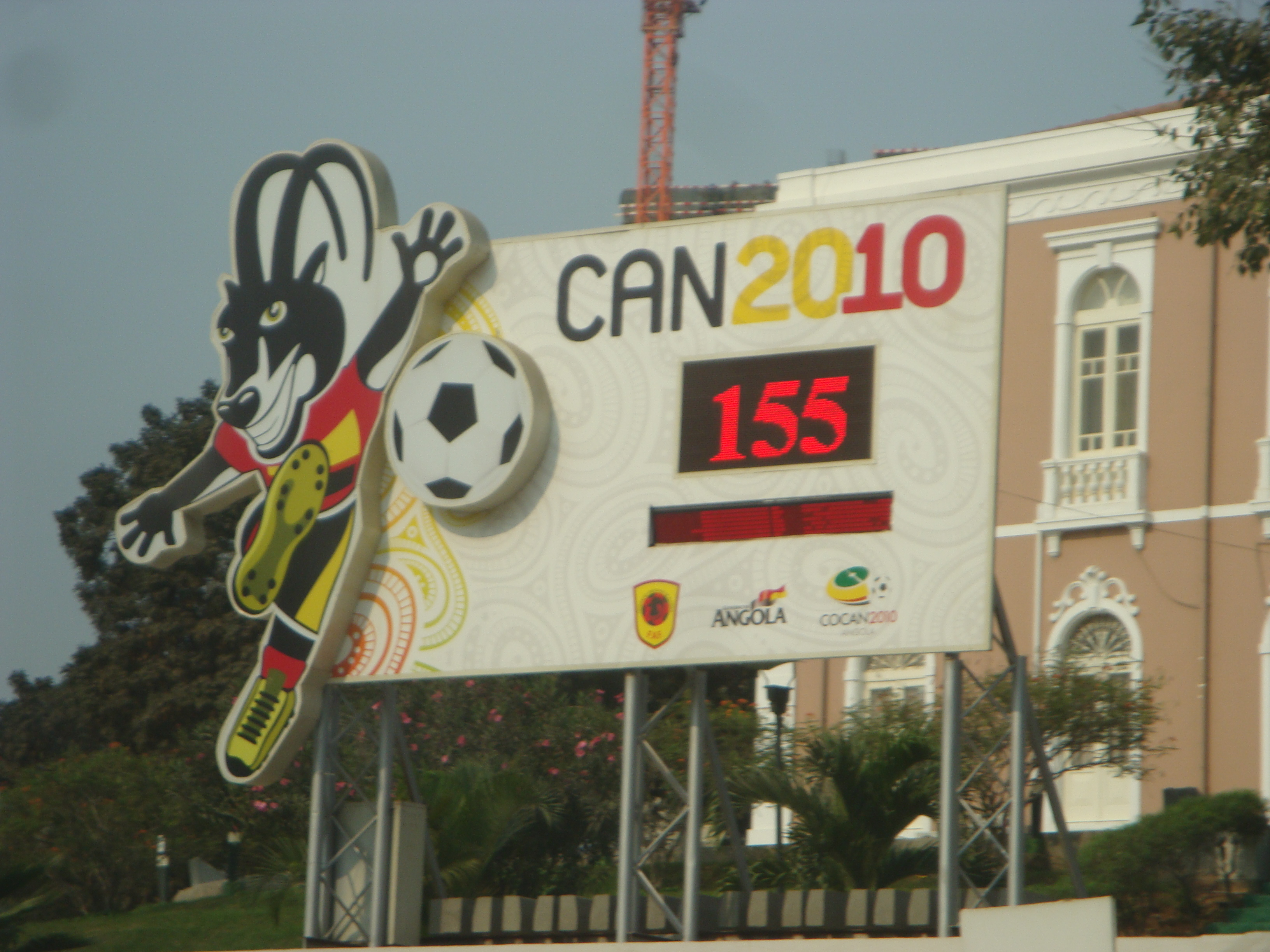
Compte à rebours du nombre de jours jusqu'au début de la compétition

Lors du premier tour, les 10 équipes les moins bien classées de la zone Afrique au classement FIFA (de juillet 2007) devaient se rencontrer en matches aller-retour à élimination directe. À la suite des forfaits de Sao Tomé-et-Principe et de la République centrafricaine (qui devaient se rencontrer) les 2 équipes les mieux classées au classement FIFA parmi les 10, Seychelles et Swaziland, sont qualifiées directement pour le second tour. Le tirage au sort resta inchangé, les adversaires prévus des Seychelles et du Swaziland, respectivement Djibouti et la Somalie, se trouvant alors opposés. Les six équipes restantes se rencontrent en matchs aller-retour à élimination directe (sauf une confrontation en aller simple, la Somalie ne pouvant accueillir de match). Les 3 vainqueurs sont qualifiés pour le second tour.
Au second tour, les 48 nations restantes (45 qualifiées directement + 3 issues du premier tour) sont réparties en 12 groupes de 4 équipes et se rencontrent en matches aller-retour. Les premiers de chaque groupe ainsi que les 8 meilleurs deuxièmes sont qualifiés pour le troisième tour.
Lors du troisième tour, les 20 nations restantes sont réparties en 5 groupes de 4 équipes et se rencontrent en matches aller-retour. Les premiers de chaque groupe sont qualifiés pour la Coupe du monde 2010 et la CAN 2010. Les deuxièmes et troisièmes de chaque groupe se qualifient uniquement à la CAN 2010, les derniers du groupe sont éliminés de toute compétition pour l'année 2010.
N.B. : Si l'Afrique du Sud atteint le troisième tour, elle doit jouer dans un groupe mais les points acquis ne comptent que pour les qualifications pour la Coupe d'Afrique des nations et non pour la Coupe du monde 2010 où elle est qualifiée d'office comme pays organisateur.

### Équipes qualifiées

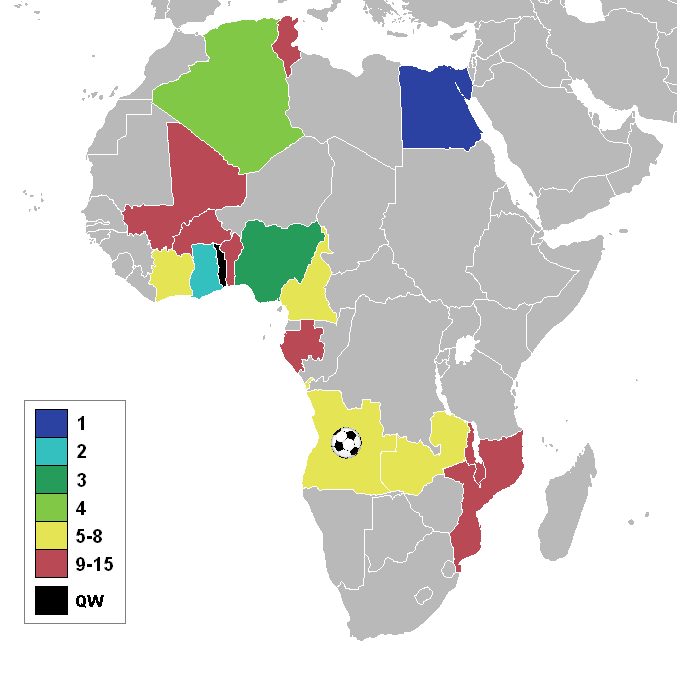

| Pays          | Date de qualification | Adversaire        | Score | Participations |
| ------------- | --------------------- | ----------------- | ----- | -------------- |
| Angola        | 4 septembre 2006      | Qualifié d'office | -     | 5              |
| Ghana         | 20 juin 2009          | Soudan            | 2-0   | 17             |
| Côte d'Ivoire | 5 septembre 2009      | Burkina Faso      | 5-0   | 18             |
| Tunisie       | 6 septembre 2009      | Nigeria           | 2-2   | 14             |
| Algérie       | 6 septembre 2009      | Zambie            | 1-0   | 14             |
| Égypte        | 10 octobre 2009       | Zambie            | 1-0   | 22             |
| Cameroun      | 10 octobre 2009       | Togo              | 3-0   | 16             |
| Gabon         | 10 octobre 2009       | Maroc             | 3-1   | 4              |
| Nigeria       | 11 octobre 2009       | Mozambique        | 1-0   | 16             |
| Burkina Faso  | 11 octobre 2009       | Guinée            | 2-1   | 7              |
| Bénin         | 11 octobre 2009       | Ghana             | 1-0   | 3              |
| Mali          | 11 octobre 2009       | Soudan            | 1-0   | 6              |
| Mozambique    | 14 novembre 2009      | Tunisie           | 1-0   | 4              |
| Zambie        | 14 novembre 2009      | Rwanda            | 0-0   | 14             |
| Togo          | 14 novembre 2009      | Gabon             | 1-0   | 7              |
| Malawi        | 14 novembre 2009      | Burkina Faso      | 0-1   | 2              |

### Principales équipes absentes
- Maroc : 12e nation africaine[2]  et classée 67e par la FIFA[3], l'équipe a fini sans victoire et dernière de son groupe derrière le Cameroun, le Gabon et le Togo. Déjà éliminé précocement lors de la CAN 2008 (1er tour), le Maroc pensait avoir trouvé en Roger Lemerre un sélectionneur capable de le remettre dans le droit chemin. Celui-ci, se fait renvoyer en juillet et ne finira pas l'aventure d'une sélection.
- Sénégal : Quart de finaliste du mondial en 2002, le Sénégal a échoué dans sa quête de 12e qualification pour la CAN. Les Lions de la Téranga sont tombés dès le 2e tour, devancés dans le groupe 6 par l'Algérie et la Gambie. Avec sept buts encaissés en six matches, le Sénégal, 89e au classement FIFA[3]  et 19e équipe africaine[2], est doublé pour un petit but seulement par les Scorpions. Une élimination qui sanctionne une sélection menée par El Hadji Diouf, et l'absence de Mamadou Niang, en proie aux problèmes internes, et a valu au sélectionneur Lamine N'Diaye d'être démis de ses fonctions. Amara Traoré est nommé sélectionneur de l'équipe du Sénégal en décembre 2009.
- Afrique du Sud : En préservant leurs titulaires au début des éliminatoires, les Bafana Bafana, 2e derrière le Nigeria lors du 2e tour, n'ont pas fini la campagne. 85e au classement FIFA[3], 18e nation continentale[2], l'Afrique du Sud n'a réussi à gagner que contre la Guinée équatoriale. La fédération a donc rappelé en octobre Carlos Alberto Parreira, parti en avril 2008 pour raisons familiales, pour remplacer Joël Santana, limogé. Avec Pienaar, Booth, qui n'a pourtant pas joué un match qualificatif, Mokoena, voire McCarthy, l'Afrique du Sud est pourtant toujours convaincue d'avoir ses chances en juillet. Sa place de demi-finaliste lors de sa Coupe des confédérations 2009 après avoir longtemps accroché le Brésil (0-1) lui permet d'entretenir le rêve. Auparavant, elle n'avait pourtant pas trouvé le moyen de battre l'Irak (0-0).
- Guinée : Quart-finaliste des trois éditions précédentes[4], la Guinée, 73e au classement FIFA[3] et 15e nation africaine[2], ne pourra pas réitérer cet exploit un 4e fois. Le Syli National a fini 4e et dernier du groupe E au dernier tour de qualifications, sans aucune victoire. Malgré la présence dans ses rangs de joueurs aussi talentueux et expérimentés que Pascal Feindouno, Dianbobo Baldé, Fodé Mansaré, ou Ismaël Bangoura, elle est devancée par l'Égypte et le Malawi lors du 2e tour de qualifications.
- République démocratique du Congo : Le Congo, 107e au classement FIFA[3] et 27e nation continentale[2], ne disputera pas sa seizième CAN. Pas de chance pour les ex-vedettes «italienne» et «anglaise » Nonda et Lua Lua, ni pour Trésor Mputu, le joyau local récent champion d'Afrique avec le TP Mazembe.

## Mascotte
Le Palanquinha est la mascotte de la compétition ; il s'agit d'un léopard géant noir, qui est un symbole de la faune nationale en Angola et qui est spécifique à ce pays. Il représente la force et le dynamisme, et porte les couleurs des Palancas Negras : noir, rouge et jaune.
Il a été présenté pour la première fois au cours de la Conférence de Presse dans l’auditorium de la Fédération angolaise de football, le 18 juillet 2008, en même temps que le logotype de la CAN 2010 et de sa respective page web.

## Tirage au sort

### Répartition des équipes
Les 16 équipes ont été divisées en quatre pots. L'Angola a été placé dans le 1er chapeau à titre de pays-hôte et l'Égypte en tant que détentrice du titre. Les 14 autres équipes ont été classées en fonction de leurs dossiers au cours des trois dernières éditions de la compétition. Le Cameroun et la Côte d'Ivoire ont les deux meilleurs dossiers et ont ainsi complété le Chapeau 1. Les quatre équipes têtes de série ont été ainsi placées dans leur groupe avant le tirage final.
| Pot 1         | Pot 2   | Pot 3   | Pot 4        |
| ------------- | ------- | ------- | ------------ |
| Angola        | Tunisie | Zambie  | Burkina Faso |
| Égypte        | Nigeria | Bénin   | Gabon        |
| Cameroun      | Ghana   | Algérie | Malawi       |
| Côte d'Ivoire | Mali    | Togo    | Mozambique   |

### Tirage au sort
Le tirage au sort de la phase finale a eu lieu le 20 novembre 2009 au Centre de convention Talatona, à Luanda, en Angola.
| Groupe A | Groupe B      | Groupe C   | Groupe D |
| -------- | ------------- | ---------- | -------- |
| Angola   | Côte d'Ivoire | Égypte     | Cameroun |
| Mali     | Burkina Faso  | Nigeria    | Gabon    |
| Malawi   | Ghana         | Mozambique | Zambie   |
| Algérie  | Togo          | Bénin      | Tunisie  |

## Joueurs
Chaque équipe emmène un groupe de 23 joueurs en Angola, ce qui fait un total de 345 footballeurs.
Le plus jeune d'entre eux est le défenseur zambien Emmanuel Mbola, 16 ans au début de la compétition. Le plus âgé est le milieu de terrain mozambicain Nelinho, 38 ans au début de la compétition.
Le club de l'OGC Nice est celui qui compte le plus de joueurs sélectionnés pour la coupe d'Afrique des nations avec huit joueurs devant les clubs d'Al Ahly SC, de l'Atlético Petróleos Luanda et de l'União Desportiva de Leiria avec six joueurs. Parmi les pays qui envoient le plus de joueurs à la CAN 2010, on trouve la France avec 59 joueurs, devant l'Égypte avec 25 joueurs.
| Joueurs | Clubs |
| ------- | --- |
| 8       | OGC Nice |
| 6       | Al Ahly SC, Atlético Petróleos Luanda, União Desportiva de Leiria                                              |
| 5       | Espérance sportive de Tunis, Clube Ferroviário de Maputo, Étoile sportive du Sahel Super ESCOM, Zamalek SC     |
| 4       | Chelsea FC, Club africain, FC Sion Olympique de Marseille, Portsmouth Football Club, Entente sportive de Sétif |

| Joueurs | Pays                       |
| ------- | -------------------------- |
| 59      | France                     |
| 25      | Égypte                     |
| 23      | Angleterre, Afrique du Sud |
| 19      | Allemagne                  |
| 17      | Tunisie                    |
| 12      | Espagne, Angola            |
| 11      | Mozambique, Portugal       |
| 9       | Algérie                    |

## Résultats

### Premier tour
Le tirage au sort est effectué le 20 novembre 2009 à Luanda.

#### Groupe A
L'Angola est qualifié directement après son troisième match. Malgré la victoire du Mali sur le Malawi, l'Algérie profite de son nul face à l'Angola pour se qualifier à la différence de but particulière face au Mali. Le résultat de ce match a déclenché un début de polémique au Mali qui estime qu'il y a eu une entente entre les deux qualifiés sur la deuxième mi-temps (score 0 - 0).
| Rang | Équipe  | Pts | J | G | N | P | Bp | Bc | Diff |
| ---- | ------- | --- | - | - | - | - | -- | -- | ---- |
| 1    | Angola  | 5   | 3 | 1 | 2 | 0 | 6  | 4  | +2   |
| 2    | Algérie | 4   | 3 | 1 | 1 | 1 | 1  | 3  | -2   |
| 3    | Mali    | 4   | 3 | 1 | 1 | 1 | 7  | 6  | +1   |
| 4    | Malawi  | 3   | 3 | 1 | 0 | 2 | 4  | 5  | -1   |

| Match | Date       | Équipe 1 | Résultat | Équipe 2 |
| ----- | ---------- | -------- | -------- | -------- |
| 1     | 10 janvier | Angola   | 4-4      | Mali     |
| 2     | 11 janvier | Malawi   | 3-0      | Algérie  |
| 9     | 14 janvier | Mali     | 0-1      | Algérie  |
| 10    | 14 janvier | Angola   | 2-0      | Malawi   |
| 17    | 18 janvier | Angola   | 0-0      | Algérie  |
| 18    | 18 janvier | Mali     | 3-1      | Malawi   |

#### Groupe B
Le Togo quitte la Coupe d'Afrique des nations le dimanche 10 janvier 2010, après le mitraillage du bus de l'équipe dans l'enclave de Cabinda. En raison de cet incident le Togo déclare forfait pour la première rencontre du 11 janvier contre le Ghana et ne peut ensuite revenir dans la compétition à cause de sa disqualification prononcée par la CAF.
La Côte d'Ivoire se qualifie pour les quarts de finale après sa victoire sur le Ghana. Le Ghana se qualifie lui grâce à sa victoire 1-0 face au Burkina Faso. La rencontre entre le Burkina Faso et le Ghana est déplacée de Cabinda à Luanda.
| Rang | Équipe        | Pts         | J           | G           | N           | P           | Bp          | Bc          | Diff        |
| ---- | ------------- | ----------- | ----------- | ----------- | ----------- | ----------- | ----------- | ----------- | ----------- |
| 1    | Côte d'Ivoire | 4           | 2           | 1           | 1           | 0           | 3           | 1           | +2          |
| 2    | Ghana         | 3           | 2           | 1           | 0           | 1           | 2           | 3           | -1          |
| 3    | Burkina Faso  | 1           | 2           | 0           | 1           | 1           | 0           | 1           | -1          |
| DSQ  | Togo          | Disqualifié | Disqualifié | Disqualifié | Disqualifié | Disqualifié | Disqualifié | Disqualifié | Disqualifié |

| Match | Date       | Équipe 1      | Résultat    | Équipe 2     |
| ----- | ---------- | ------------- | ----------- | ------------ |
| 3     | 11 janvier | Côte d'Ivoire | 0-0         | Burkina Faso |
| 4     | 11 janvier | Ghana         | Non disputé | Togo         |
| 11    | 15 janvier | Burkina Faso  | Non disputé | Togo         |
| 12    | 15 janvier | Côte d'Ivoire | 3-1         | Ghana        |
| 19    | 19 janvier | Burkina Faso  | 0-1         | Ghana        |
| 20    | 19 janvier | Côte d'Ivoire | Non disputé | Togo         |

#### Groupe C
Après les deux premiers matchs, l'Égypte tenante du titre se qualifie pour les quarts de finale. Elle conforte sa première place après sa victoire lors de son dernier match face au Bénin et apparait plus que jamais comme le grand favori de la compétition. La victoire du Nigeria face au Mozambique qualifie les Nigérians en deuxième position de ce groupe.
| Rang | Équipe     | Pts | J | G | N | P | Bp | Bc | Diff |
| ---- | ---------- | --- | - | - | - | - | -- | -- | ---- |
| 1    | Égypte     | 9   | 3 | 3 | 0 | 0 | 7  | 1  | +6   |
| 2    | Nigeria    | 6   | 3 | 2 | 0 | 1 | 5  | 3  | +2   |
| 3    | Mozambique | 1   | 3 | 0 | 1 | 2 | 2  | 7  | -5   |
| 4    | Bénin      | 1   | 3 | 0 | 1 | 2 | 2  | 5  | -3   |

| Match | Date       | Équipe 1   | Résultat | Équipe 2   |
| ----- | ---------- | ---------- | -------- | ---------- |
| 5     | 12 janvier | Égypte     | 3-1      | Nigeria    |
| 6     | 12 janvier | Mozambique | 2-2      | Bénin      |
| 13    | 16 janvier | Nigeria    | 1-0      | Bénin      |
| 14    | 16 janvier | Égypte     | 2-0      | Mozambique |
| 21    | 20 janvier | Égypte     | 2-0      | Bénin      |
| 22    | 20 janvier | Nigeria    | 3-0      | Mozambique |

#### Groupe D
| Rang | Équipe   | Pts | J | G | N | P | Bp | Bc | Diff |
| ---- | -------- | --- | - | - | - | - | -- | -- | ---- |
| 1    | Zambie   | 4   | 3 | 1 | 1 | 1 | 5  | 5  | 0    |
| 2    | Cameroun | 4   | 3 | 1 | 1 | 1 | 5  | 5  | 0    |
| 3    | Gabon    | 4   | 3 | 1 | 1 | 1 | 2  | 2  | 0    |
| 4    | Tunisie  | 3   | 3 | 0 | 3 | 0 | 3  | 3  | 0    |

| Match | Date       | Équipe 1 | Résultat | Équipe 2 |
| ----- | ---------- | -------- | -------- | -------- |
| 7     | 13 janvier | Cameroun | 0-1      | Gabon    |
| 8     | 13 janvier | Zambie   | 1-1      | Tunisie  |
| 15    | 17 janvier | Gabon    | 0-0      | Tunisie  |
| 16    | 17 janvier | Cameroun | 3-2      | Zambie   |
| 23    | 21 janvier | Cameroun | 2-2      | Tunisie  |
| 24    | 21 janvier | Gabon    | 1-2      | Zambie   |

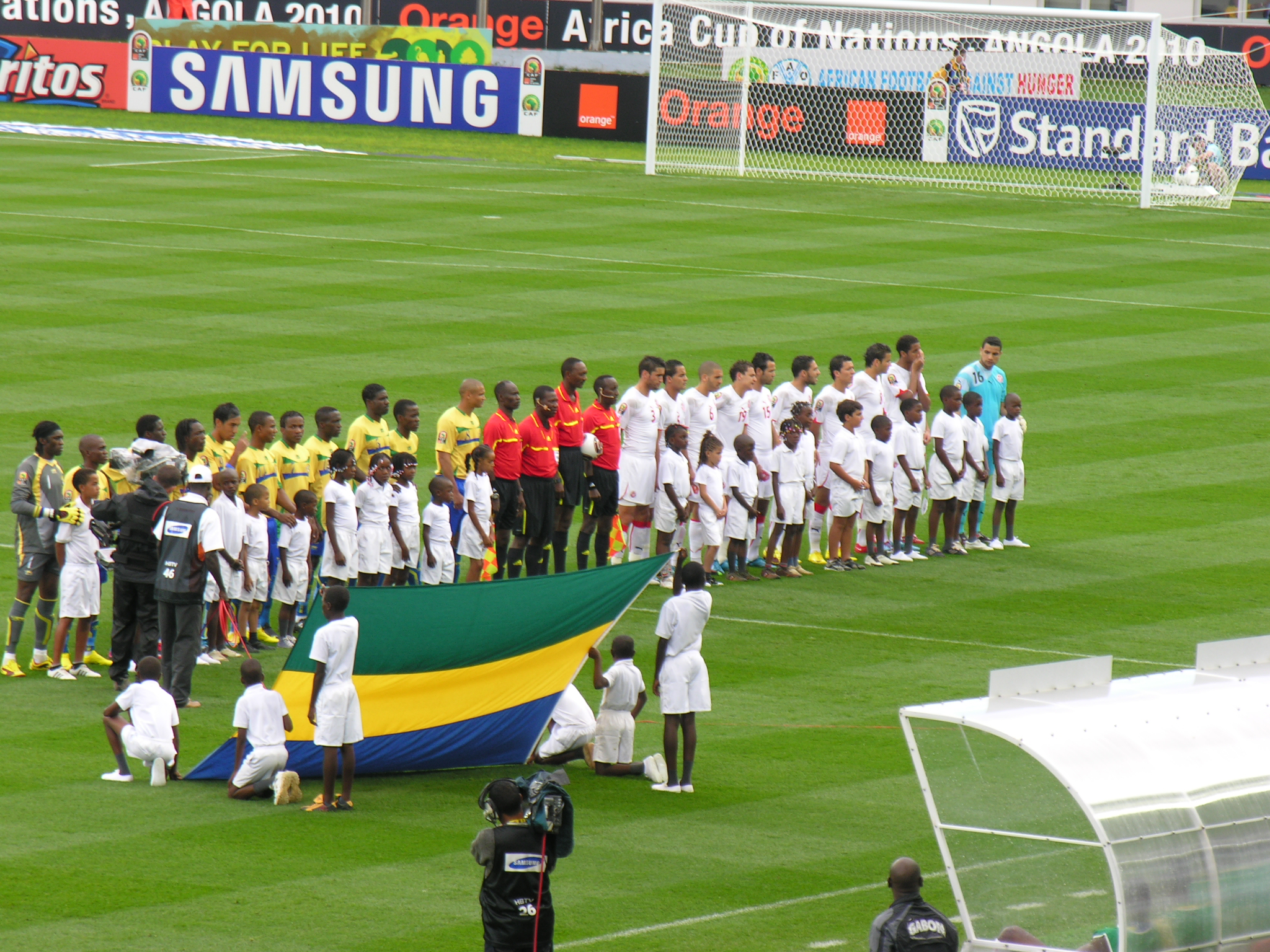
Gabon vs Tunisie

Zambie, Cameroun et Gabon terminent en tête avec quatre points. Le premier critère de départage est le nombre de points acquis dans les rencontres entre ces trois équipes : les trois équipes sont à égalité avec trois points. Les trois équipes ont également la même différence de buts (0), ce qui est le deuxième critère de départage. Le troisième critère est le nombre de buts marqués dans ces rencontres. La Zambie totalise 4 buts, le Cameroun 3 et le Gabon 2. C'est donc dans cet ordre que les trois équipes sont classées :
| Rang | Équipe   | Pts | J | G | N | P | Bp | Bc | Diff |
| ---- | -------- | --- | - | - | - | - | -- | -- | ---- |
| 1    | Zambie   | 3   | 2 | 1 | 0 | 1 | 4  | 4  | 0    |
| 2    | Cameroun | 3   | 2 | 1 | 0 | 1 | 3  | 3  | 0    |
| 3    | Gabon    | 3   | 2 | 1 | 0 | 1 | 2  | 2  | 0    |

### Tableau final
Les matchs sont à élimination directe. En cas de score nul à la fin du temps réglementaire, une prolongation de 2 fois 15 minutes est jouée (une victoire après prolongation est indiquée par ap). Si les 2 équipes sont toujours à égalité, une séance de tirs au but (tab) détermine le vainqueur.
|  | Quarts de finale                          | Quarts de finale                        | Quarts de finale                         | Quarts de finale                        |         |         | Demi-finales                           | Demi-finales                           | Demi-finales                           | Demi-finales                           |                                      |                                      | Finale                             | Finale                             | Finale                             | Finale                             |
|  |                                           |                                         |                                          |                                         |         |         |                                        |                                        |                                        |                                        |                                      |                                      |                                    |                                    |                                    |                                    |
|  | 24 janvier : 17:00 (UTC+1) à Luanda (1)   | 24 janvier : 17:00 (UTC+1) à Luanda (1) | 24 janvier : 17:00 (UTC+1) à Luanda (1)  | 24 janvier : 17:00 (UTC+1) à Luanda (1) |         |         | 28 janvier: 17:00 (UTC+1) à Luanda (A) | 28 janvier: 17:00 (UTC+1) à Luanda (A) | 28 janvier: 17:00 (UTC+1) à Luanda (A) | 28 janvier: 17:00 (UTC+1) à Luanda (A) |                                      |                                      | 31 janvier: 17:00 (UTC+1) à Luanda | 31 janvier: 17:00 (UTC+1) à Luanda | 31 janvier: 17:00 (UTC+1) à Luanda | 31 janvier: 17:00 (UTC+1) à Luanda |
|  | 24 janvier : 17:00 (UTC+1) à Luanda (1)   | 24 janvier : 17:00 (UTC+1) à Luanda (1) | 24 janvier : 17:00 (UTC+1) à Luanda (1)  | 24 janvier : 17:00 (UTC+1) à Luanda (1) |         |         | 28 janvier: 17:00 (UTC+1) à Luanda (A) | 28 janvier: 17:00 (UTC+1) à Luanda (A) | 28 janvier: 17:00 (UTC+1) à Luanda (A) | 28 janvier: 17:00 (UTC+1) à Luanda (A) |                                      |                                      | 31 janvier: 17:00 (UTC+1) à Luanda | 31 janvier: 17:00 (UTC+1) à Luanda | 31 janvier: 17:00 (UTC+1) à Luanda | 31 janvier: 17:00 (UTC+1) à Luanda |
|  | Angola                                    | Angola                                  | 0                                        | 0                                       |         |         | 28 janvier: 17:00 (UTC+1) à Luanda (A) | 28 janvier: 17:00 (UTC+1) à Luanda (A) | 28 janvier: 17:00 (UTC+1) à Luanda (A) | 28 janvier: 17:00 (UTC+1) à Luanda (A) |                                      |                                      | 31 janvier: 17:00 (UTC+1) à Luanda | 31 janvier: 17:00 (UTC+1) à Luanda | 31 janvier: 17:00 (UTC+1) à Luanda | 31 janvier: 17:00 (UTC+1) à Luanda |
|  | Angola                                    | Angola                                  | 0                                        | 0                                       |         |         | 28 janvier: 17:00 (UTC+1) à Luanda (A) | 28 janvier: 17:00 (UTC+1) à Luanda (A) | 28 janvier: 17:00 (UTC+1) à Luanda (A) | 28 janvier: 17:00 (UTC+1) à Luanda (A) |                                      |                                      | 31 janvier: 17:00 (UTC+1) à Luanda | 31 janvier: 17:00 (UTC+1) à Luanda | 31 janvier: 17:00 (UTC+1) à Luanda | 31 janvier: 17:00 (UTC+1) à Luanda |
|  | Ghana                                     | Ghana                                   | 1                                        | 1                                       |         |         | 28 janvier: 17:00 (UTC+1) à Luanda (A) | 28 janvier: 17:00 (UTC+1) à Luanda (A) | 28 janvier: 17:00 (UTC+1) à Luanda (A) | 28 janvier: 17:00 (UTC+1) à Luanda (A) |                                      |                                      | 31 janvier: 17:00 (UTC+1) à Luanda | 31 janvier: 17:00 (UTC+1) à Luanda | 31 janvier: 17:00 (UTC+1) à Luanda | 31 janvier: 17:00 (UTC+1) à Luanda |
|  | Ghana                                     | Ghana                                   | 1                                        | 1                                       | Ghana   | Ghana   | 1                                      | 1                                      |                                        |                                        |                                      |                                      | 31 janvier: 17:00 (UTC+1) à Luanda | 31 janvier: 17:00 (UTC+1) à Luanda | 31 janvier: 17:00 (UTC+1) à Luanda | 31 janvier: 17:00 (UTC+1) à Luanda |
|  | 25 janvier : 20:30 (UTC+1) à Lubango (4)  |                                         |                                          |                                         | Ghana   | Ghana   | 1                                      | 1                                      |                                        |                                        |                                      |                                      | 31 janvier: 17:00 (UTC+1) à Luanda | 31 janvier: 17:00 (UTC+1) à Luanda | 31 janvier: 17:00 (UTC+1) à Luanda | 31 janvier: 17:00 (UTC+1) à Luanda |
|  |                                           |                                         | Nigeria                                  | Nigeria                                 | 0       | 0       |                                        |                                        |                                        |                                        |                                      |                                      | 31 janvier: 17:00 (UTC+1) à Luanda | 31 janvier: 17:00 (UTC+1) à Luanda | 31 janvier: 17:00 (UTC+1) à Luanda | 31 janvier: 17:00 (UTC+1) à Luanda |
|  | Zambie                                    | Zambie                                  | Nigeria                                  | Nigeria                                 | 0       | 0       | 0 ap (4)                               | 0 ap (4)                               |                                        |                                        |                                      |                                      | 31 janvier: 17:00 (UTC+1) à Luanda | 31 janvier: 17:00 (UTC+1) à Luanda | 31 janvier: 17:00 (UTC+1) à Luanda | 31 janvier: 17:00 (UTC+1) à Luanda |
|  | Zambie                                    | Zambie                                  | 28 janvier: 20:30 (UTC+1) à Benguela (B) |                                         |         |         | 0 ap (4)                               | 0 ap (4)                               |                                        |                                        |                                      |                                      | 31 janvier: 17:00 (UTC+1) à Luanda | 31 janvier: 17:00 (UTC+1) à Luanda | 31 janvier: 17:00 (UTC+1) à Luanda | 31 janvier: 17:00 (UTC+1) à Luanda |
|  | Nigeria                                   | Nigeria                                 | 0 tab(5)                                 | 0 tab(5)                                |         |         |                                        |                                        |                                        |                                        |                                      |                                      | 31 janvier: 17:00 (UTC+1) à Luanda | 31 janvier: 17:00 (UTC+1) à Luanda | 31 janvier: 17:00 (UTC+1) à Luanda | 31 janvier: 17:00 (UTC+1) à Luanda |
|  | Nigeria                                   | Nigeria                                 | 0 tab(5)                                 | 0 tab(5)                                | Égypte  | Égypte  | 1                                      | 1                                      |                                        |                                        |                                      |                                      |                                    |                                    |                                    |                                    |
|  | 24 janvier : 20:30 (UTC+1) à Cabinda (2)  |                                         |                                          |                                         | Égypte  | Égypte  | 1                                      | 1                                      |                                        |                                        |                                      |                                      |                                    |                                    |                                    |                                    |
|  |                                           |                                         | Ghana                                    | Ghana                                   | 0       | 0       |                                        |                                        |                                        |                                        |                                      |                                      |                                    |                                    |                                    |                                    |
|  | Côte d'Ivoire                             | Côte d'Ivoire                           | Ghana                                    | Ghana                                   | 0       | 0       | 2                                      | 2                                      |                                        |                                        |                                      |                                      |                                    |                                    |                                    |                                    |
|  | Côte d'Ivoire                             | Côte d'Ivoire                           |                                          |                                         |         |         |                                        |                                        |                                        |                                        |                                      |                                      |                                    |                                    |                                    |                                    |
|  | Algérie                                   | Algérie                                 | 3 ap                                     | 3 ap                                    |         |         |                                        |                                        |                                        |                                        |                                      |                                      |                                    |                                    |                                    |                                    |
|  | Algérie                                   | Algérie                                 | 3 ap                                     | 3 ap                                    | Égypte  | Égypte  | 4                                      | 4                                      | Match pour la troisième place          | Match pour la troisième place          | Match pour la troisième place        | Match pour la troisième place        |                                    |                                    |                                    |                                    |
|  | 25 janvier : 17:00 (UTC+1) à Benguela (3) |                                         |                                          |                                         | Égypte  | Égypte  | 4                                      | 4                                      | Match pour la troisième place          | Match pour la troisième place          | Match pour la troisième place        | Match pour la troisième place        |                                    |                                    |                                    |                                    |
|  |                                           |                                         | Algérie                                  | Algérie                                 | 0       | 0       |                                        |                                        | 30 janvier: 17:00 (UTC+1) à Benguela   | 30 janvier: 17:00 (UTC+1) à Benguela   | 30 janvier: 17:00 (UTC+1) à Benguela | 30 janvier: 17:00 (UTC+1) à Benguela |                                    |                                    |                                    |                                    |
|  | Égypte                                    | Égypte                                  | Algérie                                  | Algérie                                 | 0       | 0       | 3 ap                                   | 3 ap                                   | 30 janvier: 17:00 (UTC+1) à Benguela   | 30 janvier: 17:00 (UTC+1) à Benguela   | 30 janvier: 17:00 (UTC+1) à Benguela | 30 janvier: 17:00 (UTC+1) à Benguela |                                    |                                    |                                    |                                    |
|  | Égypte                                    | Égypte                                  |                                          |                                         |         |         |                                        | 3 ap                                   |                                        |                                        | Nigeria                              | Nigeria                              | 1                                  | 1                                  |                                    |                                    |
|  | Cameroun                                  | Cameroun                                | 1                                        | 1                                       |         |         |                                        |                                        |                                        |                                        | Nigeria                              | Nigeria                              | 1                                  | 1                                  |                                    |                                    |
|  | Cameroun                                  | Cameroun                                | 1                                        | 1                                       | Algérie | Algérie | 0                                      | 0                                      |                                        |                                        |                                      |                                      |                                    |                                    |                                    |                                    |
|  |                                           |                                         |                                          |                                         |         |         |                                        |                                        |                                        |                                        |                                      |                                      |                                    |                                    |                                    |                                    |

#### Quarts de finale
| 24 janvier 2010 | Angola  | 0-1   | Ghana    | Estádio Cidade Universitária, Luanda             |                                                  |
| 17:00 UTC+1     |         | (0-1) | Gyan 16e | Spectateurs : 50 000 Arbitrage : Mohamed Benouza | Spectateurs : 50 000 Arbitrage : Mohamed Benouza |
| 17:00 UTC+1     | Rapport |       |          | Spectateurs : 50 000 Arbitrage : Mohamed Benouza | Spectateurs : 50 000 Arbitrage : Mohamed Benouza |

| 24 janvier 2010 | Côte d'Ivoire        | 2-3 a.p. | Algérie                                     | Estádio Chimandela, Cabinda                   |                                               |
| 20:30 UTC+1     | Kalou 4e · Keïta 89e | (1-1)    | Matmour 40e · Bougherra 90+2e · Bouazza 92e | Spectateurs : 10 000 Arbitrage : Eddy Maillet | Spectateurs : 10 000 Arbitrage : Eddy Maillet |
| 20:30 UTC+1     | Rapport              |          |                                             | Spectateurs : 10 000 Arbitrage : Eddy Maillet | Spectateurs : 10 000 Arbitrage : Eddy Maillet |

| 25 janvier 2010 | Égypte                             | 3-1 a.p. | Cameroun                        | Complexo da Sr. da Graça, Benguela            |                                               |
| 17:00 UTC+1     | Hassan 37e · Gedo 92e · Hassan 95e |          | Hassan 26e (csc) · Chedjou 112e | Spectateurs : 12 000 Arbitrage : Jerome Damon | Spectateurs : 12 000 Arbitrage : Jerome Damon |
| 17:00 UTC+1     | Rapport                            |          |                                 | Spectateurs : 12 000 Arbitrage : Jerome Damon | Spectateurs : 12 000 Arbitrage : Jerome Damon |

| 25 janvier 2010 | Zambie                                           | 0-0 a. p.         | Nigeria                                         | Estádio Alto da Chela, Lubango                      |                                                     |
| 20:30 UTC+1     |                                                  |                   | Apam 107e                                       | Spectateurs : 10 000 Arbitrage : Essam Abd El Fatah | Spectateurs : 10 000 Arbitrage : Essam Abd El Fatah |
| 20:30 UTC+1     | Rapport                                          |                   |                                                 | Spectateurs : 10 000 Arbitrage : Essam Abd El Fatah | Spectateurs : 10 000 Arbitrage : Essam Abd El Fatah |
| 20:30 UTC+1     | Chivuta · C.Katongo · Mayuka · Nyirenda · Mweene | Tirs au but 4 - 5 | Mikel · Martins · Obinna · Odemwingie · Enyeama | Spectateurs : 10 000 Arbitrage : Essam Abd El Fatah | Spectateurs : 10 000 Arbitrage : Essam Abd El Fatah |

#### Demi-finales
| 28 janvier 2010 | Ghana    | 1-0 | Nigeria | Estádio Cidade Universitária, Luanda           |                                                |
| 17:00 UTC+1     | Gyan 21e |     |         | Spectateurs : 7 500 Arbitrage : Daniel Bennett | Spectateurs : 7 500 Arbitrage : Daniel Bennett |
| 17:00 UTC+1     | Rapport  |     |         | Spectateurs : 7 500 Arbitrage : Daniel Bennett | Spectateurs : 7 500 Arbitrage : Daniel Bennett |

| 28 janvier 2010 | Algérie                                   | 0-4 | Égypte                                                         | Complexo da Sr. da Graça, Benguela            |                                               |
| 20:30 UTC+1     | Halliche 38e · Belhadj 70e · Chaouchi 87e |     | Abd Rabo 39e (pen.) · Zidan 65e · Abdel-Shafy 81e · Nagy 90+4e | Spectateurs : 25 000 Arbitrage : Coffi Codjia | Spectateurs : 25 000 Arbitrage : Coffi Codjia |
| 20:30 UTC+1     | Rapport                                   |     |                                                                | Spectateurs : 25 000 Arbitrage : Coffi Codjia | Spectateurs : 25 000 Arbitrage : Coffi Codjia |

#### Match pour la3eplace
| Match pour la 3e place      | Nigeria    | 1 - 0 | Algérie | Complexo da Sr. da Graça, Benguela             |                                                |
| 30 janvier 2010 17:00 UTC+1 | Obinna 55e |       |         | Spectateurs : 12 000 Arbitrage : Badara Diatta | Spectateurs : 12 000 Arbitrage : Badara Diatta |
| 30 janvier 2010 17:00 UTC+1 | Rapport    |       |         | Spectateurs : 12 000 Arbitrage : Badara Diatta | Spectateurs : 12 000 Arbitrage : Badara Diatta |

#### Finale
| Finale                        | Ghana   | 0 – 1   | Égypte    | Estádio Cidade Universitária, Luanda             |                                                  |
| 31 janvier 2010 17:00 (UTC+1) |         | (0 – 0) | Geddo 85e | Spectateurs : 50 000 Arbitrage : Koman Coulibaly | Spectateurs : 50 000 Arbitrage : Koman Coulibaly |
| 31 janvier 2010 17:00 (UTC+1) | Rapport |         |           | Spectateurs : 50 000 Arbitrage : Koman Coulibaly | Spectateurs : 50 000 Arbitrage : Koman Coulibaly |

| Ghana | Égypte |

| Ghana :         |    |                        |  |     |        |
|                 |    |                        |  |     |        |
| GB              | 22 | Richard Kingson        |  |     |        |
| DD              | 7  | Samuel Inkoom          |  |     |        |
| DC              | 15 | Isaac Vorsah           |  |     |        |
| DC              | 12 | Lee Addy               |  |     |        |
| DG              | 2  | Hans Sarpei            |  |     |        |
| MC              | 19 | Emmanuel Agyemang      |  |     |        |
| MC              | 6  | Anthony Annan          |  |     |        |
| MOD             | 13 | André Ayew             |  |     | Averti |
| MOC             | 10 | Kwadwo Asamoah         |  |     |        |
| MOG             | 9  | Opoku Agyemang Prempeh |  | 89e | Averti |
| AC              | 3  | Asamoah Gyan           |  | 87e |        |
| Remplaçants :   |    |                        |  |     |        |
|                 | 20 | Dominic Adiyiah        |  | 87e |        |
|                 | 18 | Eric Addo              |  | 89e |        |
| Sélectionneur : |    |                        |  |     |        |
| Milovan Rajevac |    |                        |  |     |        |

| Égypte :        |    |                     |  |     |        |
|                 |    |                     |  |     |        |
| GB              | 1  | Essam El Hadary     |  |     |        |
| DD              | 3  | Ahmed Al Mohammadi  |  |     | Averti |
| DC              | 20 | Wael Gomaa          |  |     |        |
| DC              | 6  | Hany Said           |  |     |        |
| DG              | 14 | Sayed Moawad        |  | 57e | Averti |
| MC              | 8  | Hosny Abd Rabo      |  |     |        |
| MC              | 7  | Ahmed Fathi         |  | 90e |        |
| MC              | 12 | Hossam Ghaly        |  |     | Averti |
| MOC             | 17 | Ahmed Hassan        |  |     |        |
| AC              | 9  | Mohamed Zidan       |  |     |        |
| AC              | 10 | Emad Moteb          |  | 70e |        |
| Remplaçants :   |    |                     |  |     |        |
|                 | 19 | Mohamed Abdel Shafy |  | 57e |        |
|                 | 15 | Geddo               |  | 70e |        |
|                 | 4  | Moatasem Salem      |  | 90e |        |
| Sélectionneur : |    |                     |  |     |        |
| Hassan Shehata  |    |                     |  |     |        |

## Statistiques

### Buteurs
| Rang | Joueur            | Équipe   | Buts | Minutes |
| ---- | ----------------- | -------- | ---- | ------- |
| 1    | Geddo             | Égypte   | 5    | 173'    |
| 2    | Flávio Amado      | Angola   | 3    | 234'    |
| 3    | Seydou Keita      | Mali     | 3    | 237'    |
| 4    | Asamoah Gyan      | Ghana    | 3    | 345'    |
| 5    | Ahmed Hassan      | Égypte   | 3    | 567'    |
| 6    | Russel Mwafulirwa | Malawi   | 2    | 153'    |
| 7    | Frédéric Kanouté  | Mali     | 2    | 200'    |
| 8    | Manucho           | Angola   | 2    | 360'    |
| 9    | Peter Odemwingie  | Nigeria  | 2    | 372'    |
| 10   | Jacob Mulenga     | Zambie   | 2    | 379'    |
| 11   | Samuel Eto'o      | Cameroun | 2    | 390'    |
| 12   | Emad Moteab       | Égypte   | 2    | 511'    |

### Passes décisives
Le meilleur passeur du tournoi est l'Égyptien Mohamed Zidan avec 3 passes décisives.

### Équipe type
Après s’être réunie le matin du 31 janvier 2010, la commission technique de la 27e Coupe d'Afrique des nations de football a désigné le onze type du tournoi. Les membres de cette commission sont, Hussein Abdel Moneim, directeur technique de la Confédération africaine de football, Ben Kouffie, Chief Onigbinde, Anthony Baffoe, Noser Fathy et Maalouch Belhassan
| Al-Hadary Mabina Bougherra Gomaa Fathy A. Song Hassan Flávio Odemwingie Zidan Gyan | - Remplaçants - Richard Kingson (GHA) - Emmanuel Mbola (ZAM) - Achille Emana (CMR) - Kwadwo Asamoah (GHA) - Seydou Keita (MLI) - Karim Ziani (ALG) - Mohamed Nagy Gedo (EGY) - André Ayew (GHA) - Eric Mouloungui (GAB) - Ogbuke Obasi (NGA) - Jacob Mulenga (ZAM) - Salomon Kalou (CIV) |

### Discipline
Les arbitres ont distribué au cours du tournoi un total de 111 cartons jaunes (moyenne : 3,83 par match) et 8 cartons rouges (moyenne : 0,28 par match).

## Attaque contre l'équipe du Togo
Le 8 janvier 2010, l'équipe nationale du Togo qui, après un stage en République du Congo (Congo-Brazzaville), rejoignait l'Angola en passant par la frontière entre le Congo et l'enclave angolaise de Cabinda pour la Coupe d'Afrique des nations de football 2010, a essuyé des tirs de pistolet mitrailleur d'une milice locale. De nombreux joueurs de la sélection togolaise ainsi que le staff sont dans un état très grave avec blessure par balle. Au lendemain de l'attaque, l'entraîneur-adjoint Amélété Abalo ainsi que l'intendant chargé de la communication Stan Ocloo succombent à leurs blessures. Deux joueurs seraient blessés, ainsi que Serge Akakpo, touché au dos et le gardien de but Kodjovi Dodji Obilalé touché plus gravement à un rein ainsi que sept membres de l'encadrement.
Cette attaque a été revendiquée par les Forces de libération de l'État du Cabinda/Position militaire, un mouvement armé se battant pour l'indépendance du Cabinda.

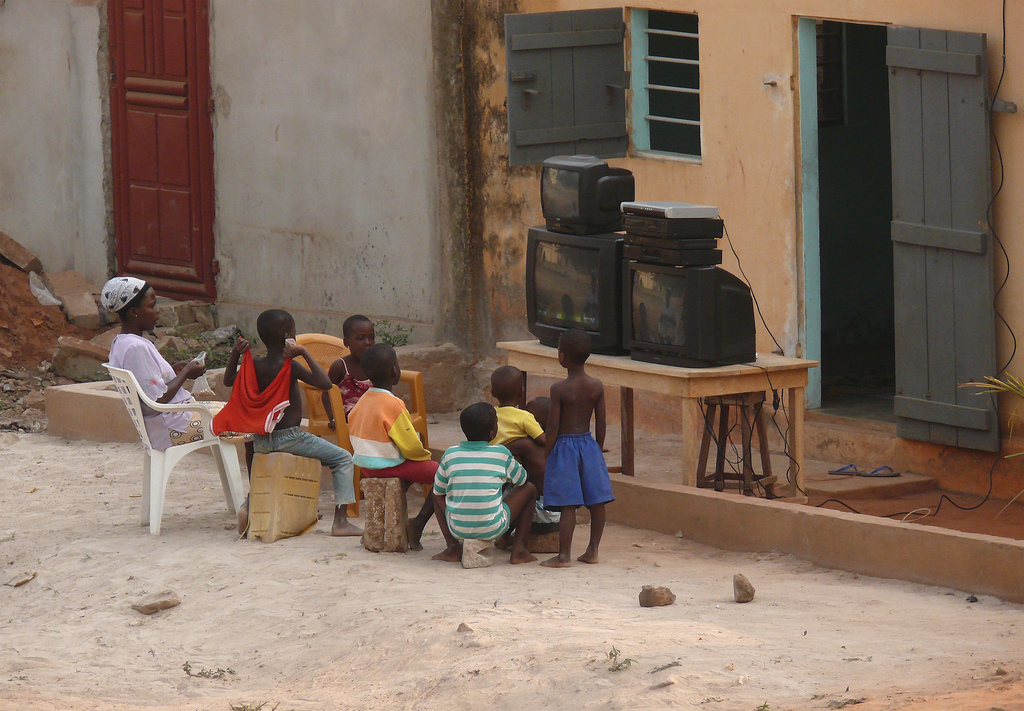
Enfants de Lomé (Togo) regardant la CAN à la télévision (20 janvier 2010)

À la suite de cet incident, le 9 janvier 2010, lendemain de l'attentat, plusieurs équipes menacent de se retirer dont le Cameroun, la Côte d'Ivoire, le Mozambique et le Ghana. Le même jour, le Togo annonce son retrait de la compétition. La sanction prévue, une privation des deux prochaines éditions de la CAN, ne sera pas cependant appliquée selon la CAF.
Le 10 janvier, la sélection togolaise rentre en avion à Lomé, sans exclure la possibilité de revenir disputer deux de ses trois matches de poule. Même si les joueurs togolais espéraient pouvoir reprendre la compétition dès le deuxième match, la CAF a coupé court à leurs espoirs en les disqualifiant de la compétition officiellement le 11 janvier 2010.
Le 30 janvier, le président de la Confédération africaine (CAF), Issa Hayatou déclare qu'en raison d'« interférences gouvernementales » ayant abouti au retrait de l'équipe togolaise de la CAN-2010, le Togo est suspendu pour les deux prochaines Coupes d'Afrique des nations. L'équipe du Togo ayant perdu 2 de leurs membres et 8 blessés en Angola, pays organisateur de la CAN 2010.
En avril 2010, Emmanuel Adebayor, encore choqué par l'attentat annonce sa retraite internationale.
En mai 2010, Le Comité exécutif de la CAF, à la demande du président de la Fédération internationale (FIFA), Joseph Blatter, a décidé de lever les sanctions qui interdisaient au Togo de disputer les deux prochaines CAN (Coupe d'Afrique des Nations), a écrit la CAF dans un communiqué. Des sources proches du dossier assurent que M. Blatter a insisté auprès de la CAF pour qu'elle lève une sanction qui avait été jugée très sévère sur le continent africain.
Cette affaire a fait l'objet d'un vers de la chanson Hiro du rappeur Soprano:
"J'aurais été en Angola pour aller dire à l'équipe d'Adebayor de ne pas prendre la route".
Cet attentat a conduit certains observateurs à remettre en question l'opportunité du maintien de la compétition en se demandant notamment si la compétition aurait été maintenue si un drame de ce type était survenu pendant un Euro ou si l'attentat avait visé une équipe majeure du tournoi ou encore si un joueur de notoriété mondiale avait été blessé grièvement dans la fusillade. De plus, les sanctions prononcées contre la fédération togolaise, victime dans cet épisode, ne sont pas sans rappeler les menaces de sanctions envisagées par la FIFA en cas de retrait de l'équipe du Cameroun après le décès de Marc-Vivien Foé pendant un match lors de la Coupe des Confédérations 2003.